# Álvaro Obregón (kommun i Mexiko, Michoacán de Ocampo, lat 19,86, long -101,02)
Álvaro Obregón är en kommun i Mexiko.   Den ligger i delstaten Michoacán de Ocampo, i den södra delen av landet, 200 km väster om huvudstaden Mexico City. Antalet invånare är 18 696. Arean är 163 kvadratkilometer.
Terrängen i Álvaro Obregón är platt åt nordost, men åt sydväst är den kuperad.
Följande samhällen finns i Álvaro Obregón:
- Álvaro Obregón
- Tzintzimeo
- Lázaro Cárdenas
- La Presa
- Emiliano Zapata
- Chehuayo Chico
- Isla de Cirio
- Temazcal
- El Alto de Avilés
- Sacapendo
- Felipe Ángeles
- León Cárdenas
- El Zapote Colonia Agrícola
- Mezquite Verde